# Rio Burro Branco
 (février 2017).
Si vous disposez d'ouvrages ou d'articles de référence ou si vous connaissez des sites web de qualité traitant du thème abordé ici, merci de compléter l'article en donnant les références utiles à sa vérifiabilité et en les liant à la section « Notes et références ».
 (février 2017).
Le rio Burro Branco est une rivière brésilienne de l'ouest de l'État de Santa Catarina, et fait partie du bassin hydrographique du río Uruguay.

## GéoGraphie
Il naît sur le territoire de la municipalité de Campo Erê. Il s'écoule vers le sud, traverse la municipalité de Saltinho, marque la limite entre les municipalités de Serra Alta, Modelo et Pinhalzinho, sur sa rive droite, et Sul Brasil, sur sa rive droite. Il se jette enfin dans le rio Pesqueiro.